# María Jesús Valdés Díaz
María Jesús Valdés Díaz (Madrid, 26 de gener de 1927 – Madrid, 12 de novembre de 2011) va ser una actriu espanyola.
Va debutar sobre els escenaris el 1944 amb l'oposició de la seva família. Mentre cursava estudis a l'Institut Beatriz Galindo de Madrid, va començar a interessar-se per la interpretació, va entrar a formar part del T.E.O. (Teatre Espanyol Universitari) i va prendre la decisió de dedicar-se professionalment al món de l'espectacle.
En 1949 Cayetano Luca de Tena, al capdavant del Teatro Español, li va brindar l'oportunitat de convertir-se en primera actriu del teatre. Va tenir llavors la possibilitat d'estrenar Historia de una escalera, d'Antonio Buero Vallejo. Aquest mateix any, va estrenar també la que seria l'última obra d'Enrique Jardiel Poncela: Los tigres escondidos en la alcoba i en 1950 protagonitzava El villano en su rincón, de Lope de Vega. Dos anys després, tornà a estrenar a Buero Vallejo en La tejedora de sueños i a reprendre Lope en La moza de cántaro.
En aquesta època es va iniciar en el món del doblatge i va realitzar també les seves primeres incursions cinematogràfiques, participant en les pel·lícules Catalina de Inglaterra (1951) i La laguna negra, ambdues d'Arturo Ruiz Castillo.
En 1953 va passar a formar part com a primera actriu de la Companyia de Teatre María Guerrero, en l'època en què estava dirigida per Alfredo Marqueríe. Un any després va crear la seva pròpia companyia al costat de José Luis Alonso i en la qual també es van integrar, entre d'altres, Jesús Puente, Alicia Hermida, María Luisa Ponte, Julieta Serrano, Agustín González i Francisco Valladares i va tenir ocasió d'interpretar, entre altres obres Don Juan Tenorio (1950), de José Zorrilla, en el paper de Doña Inés, El gran minué (1950), de Víctor Ruiz Iriarte, Cuando el trigo es verde (1953), d'Emlyn Williams, La fierecilla domada (1953), de Shakespeare, Medida por medida (1955), de Shakespeare, Electra (1955), de Sòfocles, El mejor alcalde el rey (1955), de Lope de Vega, Mancha que limpia (1955), de José de Echegaray, El cuarto de estar (1956), de Graham Greene, La Celestina (1956), de Fernando de Rojas, Llama un inspector (1951) y El fin del paraíso (1956), ambdues de J. B. Priestley, El mensajero (1956), de Jaume Salom i Vidal, La feria de Cuernicabra (1956), d'Alfredo Mañas o Macbeth (1957) de Shakespeare.
Más obras son: Ardèle o la margarita (1950) de Jean Anouilh, Colombe (1953) de Jean Anouilh, La hora de la fantasía (1954) de Anna Bonnacci, Usted no es peligrosa (1955) de Víctor Ruiz Iriarte, El hijo pródigo (1955) de José de Valdivielso, i El amor de los cuatro coroneles (1953) de Peter Ustinov.
En 1957 va contreure matrimoni amb Vicente Gil, metge personal de Francisco Franco, i es va apartar dels escenaris per a dedicar-se a la vida familiar.
Només tornaria a la interpretació després de quedar vídua el 1980. Seria onze anys després, interpretant La dama del alba, al Teatro Bellas Artes de Madrid, amb direcció de José Tamayo. Des d'aquest moment va mantenir una presència constant als escenaris amb papers destacats com ara El cerco de Leningrado (1994), Tres mujeres altas (1995), d'Edward Albee, La visita de la vieja dama (2000), de Friedrich Dürrenmatt, La muerte de un viajante (2001) o Carta de amor (2004) de Fernando Arrabal i va intervenir en mitja dotzena de pel·lícules entre les quals destaca Juana la Loca (2001), de Vicente Aranda.

## Premis
- Medalla del Cercle d'Escriptors Cinematogràfics a la millor actriu principal (1953) per la seva actuació a La laguna negra.[8]
- Premi de la Unión de Actores (1994)
- Premi Memorial Margarida Xirgu per Tres mujeres altas (1996)[9]
- Premio Nacional de Teatro (1999)
- Premi Max de teatre a la millor actriu (2003)
- Premi Mayte de Teatre (2003)
- Premi Memorial Luis Parreño a la qualitat en el teatre (2006)